# Кребс, Ганс (генерал)
Ганс (Ханс) Кребс (нем. Hans Krebs; 4 марта 1898, Хельмштедт — 1 мая 1945, Берлин) — немецкий генерал и последний начальник штаба верховного командования сухопутных войск вермахта во Второй мировой войне.

## Биография
Родился 4 марта 1898 года в городе Хельмштедте герцогства Брауншвейг. Старший из двух детей учителя средней школы Отто Кребса и его жены Адели, его сестра родилась год спустя.
Семья жила в Хельмштедте, где Кребс учился в гимназии Юлианум (нем. Gymnasium Julianum). В 1913 году семья переехала в Гослар. Там он поступил в муниципальную гимзназию.
В начале Первой мировой войны 16-летний Кребс добровольцем воевал на Западном фронте. После войны продолжил военную карьеру в рейхсвере.
С 1920 года с перерывами служил в 17-м пехотном полку в Брауншвейге. С 1 апреля 1925 года лейтенант Кребс прошёл в том числе и общештабную подготовку. В 1927 году он служил в 6-м (прусском) саперном батальоне в Миндене, в 1928 году вернулся в Брауншвейг в 17-й пехотный полк.
В 1930 году капитан Кребс был переведён в Берлин в военное министерство, где он выучил русский язык. В 1931 году направлен в отдел иностранных армий и совершил поездку в Советский Союз и на Дальний Восток. В 1933—1934 годах служил помощником военного атташе германского посольства в Москве, в 1934—1935 годах — командиром роты Гумбинненского пехотного полка, а затем до 1937 года первым офицером Генерального штаба (Ia) 24-й пехотной дивизии.
В октябре 1937 года вернулся в Берлин в качестве первого офицера Генерального штаба 11-го отдела Генерального штаба сухопутных войск. С октября 1938 года он руководил этим отделом в течение одного года и получил звание подполковника.
После окончания вторжения в Польшу Кребс был временно переведён в резерв фюрера Верховного командования сухопутных войск, а в декабре 1939 года назначен начальником Генерального штаба VII армейского корпуса. В этой должности он принял участие в западной кампании в 1940 году.
В октябре 1940 года он был назначен 1-м помощником военного атташе германского посольства в Москве и произведён в полковники. На этой должности он оставался до нападения Германии на Советский Союз в июне 1941 года. После службы в Верховном командовании сухопутных войск в январе 1942 года был назначен начальником Генерального штаба 9-й армии, которая дислоцировалась в районе группы армий «Центр», и в этой должности произведен в генерал-майоры.
После повторного перевода в резерв фюрера в марте 1943 года он стал начальником Генерального штаба группы армий «Центр», а чуть позже получил звание генерал-лейтенанта. С весны того же года играл ключевую роль во всех операциях на центральном участке Восточного фронта. В его характеристиках отмечалась «твердая национал-социалистическая позиция».
В сентябре 1944 года Кребс был переведён на Западный фронт в качестве начальника штаба группы армий «Б» фельдмаршала Вальтера Моделя. Здесь он участвовал, среди прочего, в планировании наступления в Арденнах. 17 февраля 1945 года Кребсу было поручено представлять Вальтера Венка на посту начальника оперативного отдела Генерального штаба армии. 15 марта 1945 года он был легко ранен во время налета бомбардировщиков союзников на Вюнсдорф.
29 марта Кребс был назначен начальником штаба сухопутных войск и, таким образом, стал преемником Гудериана, которого Гитлер освободил от должности накануне. Он был последним начальником штаба перед капитуляцией Германии. 29 апреля он подписал политическое завещание Гитлера в качестве свидетеля вместе с Йозефом Геббельсом, Вильгельмом Бургдорфом и Мартином Борманом.

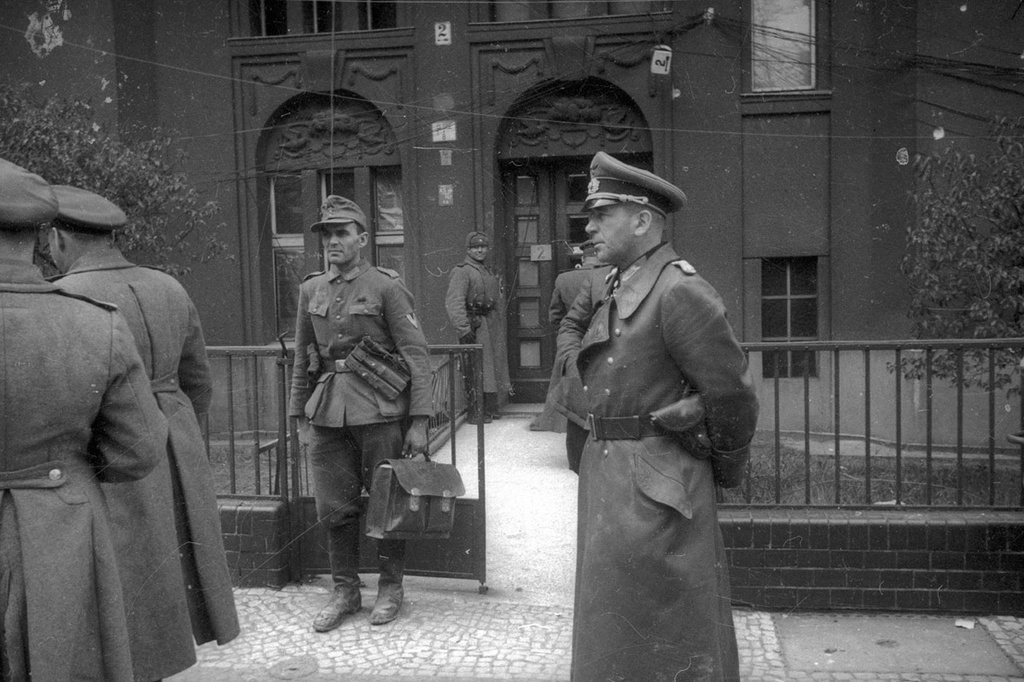
Кребс у штаба генерал-полковника Василия Чуйкова

Кребсу было поручено вести переговоры с советской стороной о сепаратном мире от имени нового канцлера Геббельса и партийного министра Бормана. Кребс казался идеально подходящим для переговоров, так как он хорошо знал русский язык со времен своего пребывания в Москве. Около 2 часов ночи 1 мая 1945 года новый начальник штаба направился к генерал-полковнику Чуйкову, командующему 8-й гвардейской армией. Около 3:50 утра он прибыл в штаб армии, расположенный в доме Шуленбургринг, 2 в районе Берлин-Темпельхоф. После некоторого ожидания его отвели в комнату с несколькими старшими офицерами, которым он сообщил, что уполномочен вступить в контакт для переговоров о перемирии. Кроме того, присутствующие первыми узнали о смерти Гитлера. Кребс зачитал письмо Геббельса с призывом к прекращению огня, чтобы можно было сформировать новое правительство Германии, назначенное Гитлером в его политическом завещании. Затем Кребс представил список министров.
Во время переговоров Чуйков позвонил маршалу Жукову, чтобы сообщить о самоубийстве Гитлера; последний, в свою очередь, тут же позвонил Сталину, который отказался от перемирия, сославшись на договорённости между союзниками и потребовав безоговорочной капитуляции Германии. По просьбе Кребса советские связисты установили прямую телефонную связь с рейхсканцелярией. Кребс позвонил Геббельсу, сообщив требования его партнеров по переговорам. Геббельс категорически отверг капитуляцию. Примерно через 12 часов дальнейшие переговоры стали бессмысленными. Кребс вернулся в бункер, где встретил секретаря Гитлера Мартина Бормана, который обвинил его в неудачах. После того как во второй половине дня 1 мая большинство обитателей бункера покинули его в составе нескольких групп для попытки прорыва из окружения, около 22 часов Кребс и шеф-адъютант Верховного командования вермахта при Гитлере Вильгельм Бургдорф покончили жизнь самоубийством, застрелившись за столом в оперативной комнате.

## Награды
- Железный крест 2-го класса (22 августа 1915)
- Железный крест 1-го класса (6 февраля 1917)
- Королевский орден Дома Гогенцоллернов рыцарский крест с мечами
- Крест «За военные заслуги» 2-го и 1-го класса (Герцогство Брауншвейг)
- Крест Фридриха Августа 1-го класса (Великое герцогство Ольденбург)
- Нагрудный знак «За ранение» чёрный (1918)
- Пряжка к Железному кресту 2-го класса (14 мая 1940)
- Пряжка к Железному кресту 1-го класса (18 мая 1940)
- Немецкий крест в золоте (26 января 1942)
- Рыцарский крест Железного креста (26 марта 1944)
  - Дубовые листья (№ 749) (20 февраля 1945)
- Упоминание в Вермахтберихте